# Paractinostola capensis
Paractinostola capensis är en havsanemonart som beskrevs av Oscar Henrik Carlgren 1928. Paractinostola capensis ingår i släktet Paractinostola och familjen Actinostolidae. Inga underarter finns listade i Catalogue of Life.